# Cristian Bustos Costa
Cristian Bustos Costa  (Petrel, Alicante, España, 29 de mayo de 1983) es un exfutbolista y entrenador de fútbol español. Actualmente es segundo entrenador del Albacete Balompié de la Segunda División de España.

## Trayectoria como jugador
Sus inicios tuvieron lugar en la Unión Deportiva Petrelense, el C. D. Eldense y la cantera del Villarreal C. F. antes de fichar por el Pinoso C. F. de la categoría Regional Preferente. A continuación, jugó en el Real Murcia C. F. "B" y en el Hércules C. F. "B"; durante su estancia con el filial herculano llegó a debutar con el primer equipo en la temporada 2004-05, de la mano de Javier Subirats. En la campaña siguiente el Valencia C. F. lo incorporó a su filial, con quien consiguió un ascenso a Segunda División B. En 2007, firmó un contrato de dos años con la U. D. Salamanca de la Segunda División.
Su vinculación con el club finalizó en la temporada 2008-09 y, tras quedar libre, fichó por el R. C. Celta de Vigo. En la temporada 2010-11 jugó un total de 3346 minutos, repartidos en treinta y ocho partidos, y llegó a disputar los play-offs de ascenso a Primera División donde el Celta cayó derrotado ante el Granada C. F. En la 2011-12 consiguió el ascenso a la máxima categoría. En la campaña 2012-13 anotó su primer gol con el conjunto celeste ante el Real Madrid C. F. en el encuentro de ida de los octavos de final de la Copa del Rey. El 9 de enero de 2013 se anunció su cesión al Real Sporting de Gijón hasta junio del mismo año. El 9 de julio el periodo de préstamo en el Sporting fue renovado por otra temporada.
El 30 de junio de 2014 se desvinculó del Celta de Vigo y el 19 de julio firmó un contrato con el R. C. D. Mallorca, equipo que abandonó al término de la temporada 2014-15 para fichar por el Mumbai City F. C. de la Superliga de India. En julio de 2016 firmó un contrato con el Lorca F. C., con el que consiguió un ascenso a Segunda División en la campaña 2016-17. El 18 de enero de 2018 se desvinculó del club para fichar por el UCAM Murcia C. F., donde se retiró al final de la campaña 2017-18.

## Trayectoria como asistente
Tras colgar las botas en 2018, en las filas del UCAM Murcia C. F., Cristian se incorporaría al cuerpo técnico de Aritz López Garai en las filas del CD Numancia.
Más tarde, acompañaría al técnico vasco en el banquillo del C. D. Tenerife durante 2019.
El 14 de octubre de 2020, llega al Albacete Balompié de la Segunda División de España como segundo entrenador, también para formar parte del staff técnico de Aritz López Garai.

## Clubes

### Como jugador
| Club                    | País   | Año       |
| ----------------------- | ------ | --------- |
| Pinoso C. F.            | España | 2002-2003 |
| Real Murcia C. F. "B"   | España | 2003-2004 |
| Hércules C. F. "B"      | España | 2004-2005 |
| Valencia C. F. Mestalla | España | 2005-2007 |
| U. D. Salamanca         | España | 2007-2009 |
| R. C. Celta de Vigo     | España | 2009-2013 |
| Real Sporting de Gijón  | España | 2013-2014 |
| R. C. D. Mallorca       | España | 2014-2015 |
| Mumbai City F. C.       | India  | 2015      |
| Lorca F. C.             | España | 2016-2018 |
| UCAM Murcia C. F.       | España | 2018      |

### Como entrenador
| Club                                     | País   | Año             |
| ---------------------------------------- | ------ | --------------- |
| C. D. Numancia de Soria (2.º Entrenador) | España | 2018-2019       |
| C. D. Tenerife (2.º Entrenador)          | España | 2019            |
| Albacete Balompié (2.º Entrenador)       | España | 2020-Actualidad |